# Abborrtjärnen (Tuna socken, Medelpad)
Abborrtjärnen är en sjö i Sundsvalls kommun i Medelpad som ingår i Ljungans huvudavrinningsområde.